# Кубок Сан-Марино з футболу 1998
Кубок Сан-Марино з футболу 1998 — 38-й розіграш кубкового футбольного турніру в Сан-Марино. Титул втретє здобув Фаетано.

## Фінал
|  |

| Фаетано | 4:1 | Космос |
| ------- | --- | ------ |
|         |     |        |

| Олімпійський стадіон, Серравалле |